# Leuctra ravizzai
Leuctra ravizzai är en bäcksländeart som beskrevs av Ravizza-dematteis och Vinçon 1994. Leuctra ravizzai ingår i släktet Leuctra och familjen smalbäcksländor. Inga underarter finns listade i Catalogue of Life.